# Summertime ’06
Summertime ’06 ist das Debütalbum des US-amerikanischen Rappers Vince Staples. Es erschien am 30. Juni 2015 über die Labels Def Jam Recordings, ARTium Recordings und Blacksmith Records.

## Titelliste
CD 1
1. Ramona Park Legend, Pt. – 1 0:36
2. Lift Me Up – 4:31
3. Norf Norf – 3:03
4. Birds & Bees (feat. Daley) – 2:41
5. Loca – 2:41
6. Lemme Know (feat. Jhené Aiko und DJ Dahi) – 3:41
7. Dopeman (feat. Joey Fatts und Kilo Kish) – 1:53
8. Jump Off the Roof (feat. Snoh Aalegra) – 3:44
9. Señorita – 3:07
10. Summertime – 4:19

CD 2
1. Ramona Park Legend, Pt. 2 – 1:27
2. 3230 – 2:52
3. Surf (feat. Kilo Kish) – 2:31
4. Might Be Wrong (feat. Haneef Talib aka GeNNo und eeeeeeee) – 3:59
5. Get Paid (feat. Desi Mo) – 3:12
6. Street Punks – 3:06
7. Hang 'N' Bang (feat. A$ton Matthews) – 2:06
8. C.N.B. – 4:13
9. Like It Is – 4:36
10. 06 – 0:47

## Rezeption

### Erfolg
Summertime ’06 stieg auf Platz 39 der US-amerikanischen Billboard 200 ein. Nach einer Woche verließ das Album die Charts wieder. In den europäischen Charts war Summertime ’06 lediglich auf Rang 180 der belgischen Charts vertreten.

### Kritik
Die E-Zine Laut.de bewertete Summertime ’06 mit vier von möglichen fünf Punkten. Aus Sicht des Redakteurs Philipp Kopka mache die „lakonische Art“ von Vince Staples’ Mixtape Shyne Coldchain Vol. 1 auf dem Album „Platz für größerere [sic!] Arrangements, wichtigere Statements und mehr Dringlichkeit.“ Summertime ’06 verkomme „nicht zu einem klassischen Straßenrap-Album“, sondern verliere sich „in der sachlichen Beschreibung der Szenerie“, womit eine „ähnliche Geisteshaltung“ wie bei Kendrick Lamar durchscheine. Der „nüchterne Realismus“ der Texte werde „mit einer spröden, brüchigen Produktion [unterlegt], die trotz der sehr unterschiedlichen Einflüsse ihrer Macher als stimmiger Organismus daher“ komme. No I.D., DJ Dahi und Clams Casino
bauen eine „brodelnde, düstere Mischung“ aus „psychedelischen Samples, ächzenden, verzerrten E-Gitarren-Basslines und verspielten Percussions.“

### Bestenliste
In der Liste der besten „Hip Hop-Alben des Jahres“ 2015 von Laut.de wurde Summertime ’06 auf Rang 13 platziert. Vince Staples langweile „ähnlich wie ein Tyler, The Creator mit seiner gespielten Erhabenheit“, was nichts daran ändere, dass Summertime ’06 „ein großartiges Album“ sei. Durch „Texte voller Selbstreflexion, persönliche Geschichten und politisches Bewusstsein, gesamplete Future-Hooks und überragendes Beatpicking“ sei das Album ein „wahres Brett.“